# L'Ennemi public no 1 (film, 1934)
Pour les articles homonymes, voir Ennemi public.
Pour plus de détails, voir Fiche technique et Distribution.
L'Ennemi public no 1 (Manhattan Melodrama) est un film américain réalisé par W. S. Van Dyke, sorti en 1934.

## Synopsis
Deux amis prennent des chemins radicalement différents dans la vie, l'un gangster, l'autre Gouverneur. Mais une femme les attire : Eleanor Packer.

## Fiche technique
- Titre : L'Ennemi public no 1
- Titre original : Manhattan Melodrama
- Réalisation : W. S. Van Dyke, George Cukor (non crédité)
- Assistant réalisateur : Lesley Selander (non crédité)
- Scénario : Oliver H.P. Garrett et Joseph L. Mankiewicz d'après une histoire de Arthur Caesar
- Production : David O. Selznick
- Société de production : MGM
- Photographie : James Wong Howe
- Décors : Cedric Gibbons
- Costumes : Dolly Tree
- Montage : Ben Lewis
- Musique : William Axt
- Effets spéciaux : Slavko Vorkapich
- Format : Noir et blanc
- Pays d'origine : États-Unis
- Langue : anglais
- Genre : Drame policier
- Durée : 93 minutes
- Date de sortie : 1934

## Distribution
- Clark Gable (vf : Richard Francoeur) : Edward J. 'Blackie' Gallagher
- William Powell : James W. 'Jim' Wade
- Myrna Loy : Eleanor Packer
- Leo Carrillo : Le père Joe Patrick
- Nat Pendleton : Spud 'Spuddie'
- George Sidney : Poppa Rosen
- Isabel Jewell : Annabelle
- Muriel Evans : Tootsie Malone
- Thomas E. Jackson : Richard Snow
- Isabelle Keith : Miss Adams
- Frank Conroy : Avocat de la défense
- Noel Madison : Manny Arnold
- Jimmy Butler : Jim enfant
- Mickey Rooney : Blackie enfant
- Shirley Ross : la chanteuse du « Cotton Club »

Acteurs non crédités
- William Bailey : Al Barnes
- George Irving : le directeur de campagne de Jim
- Emmett Vogan : assistant du procureur de district

## Récompenses et distinctions
- 1935 : Oscar de la meilleure histoire originale (Best Writing, Original Story) : Arthur Caesar.

## Autour du film
- Tournage de mars à avril 1934[1].
- Selon la MGM, le film a engrangé un profit de 735 000 dollars aux États-Unis et au Canada puis 498 000 dollars sur le marché mondial[2].
- Ce sera le seul film qui aura réuni William Powell et Clark Gable.
- Dans « The FBI Story » de Mervyn LeRoy (1959), a 1:17:00, James Stewart se promène devant le cinéma Biograph et s'arrête devant l’affiche de Manhattan Melodrama. Il incarne un G-Man qui va arrêter gangster John Dillinger.
- L'Ennemi public no 1 est célèbre pour avoir coûté la vie au gangster John Dillinger qui était amoureux de l'actrice Myrna Loy qu'il voulait à tout prix rencontrer au point de baisser sa garde[3]. C’est en sortant de la séance du film au cinéma Biograph Theater à Chicago que Dillinger a été abattu par des agents du FBI surnommés les G-Men[4]. Déclarant que c'était davantage le thème du film qui intéressait l'homme, Myrna Loy qui éprouvait une fascination pour le gangster et avait tenté de le rencontrer fera part de sa compassion[5],[6]. "Oh, le pauvre homme !", déclara-t-elle aux journalistes qui lui rapportèrent la fusillade qui lui coûta la vie. Par la suite, Loy qui cacha son désir de se laisser approcher par le gangster, manifesta sa désapprobation lorsque la production exploita cet événement pour faire la promotion du film.  William Randolph Hearst insista pour que soit rajoutée la mention Cosmopolitan Production sur les affiches[7],[8].
- Un extrait du film est visible dans Public Enemies (Michael Mann, 2009), lors de la séquence narrant la mort de John Dillinger.
- Si le titre français fait une allusion à John Dillinger, le titre original qui signifie "mélodrame à Manhattan" s'en écarte.
- Le film est adapté en pièce radiophonique et jouée à la Lux Radio Theatre le 9 septembre 1940[9].